# Seyidlər (Samux)
Seyidlər è un comune dell'Azerbaigian situato nel distretto di Samux. Conta una popolazione di 535 abitanti.